# Kršitve človekovih pravic v Belorusiji
Belorusko vlado zelo kritizirajo zaradi kršitev človekovih pravic in preganjanja nevladnih organizacij, neodvisnih novinarjev, narodnih manjšin in opozicijskih politikov. Nekdanja ameriška državna sekretarka Condoleezza Rice je v pričanju odboru ameriškega senata za zunanje odnose označila Belorusijo za eno od šestih svetovnih »postojanj tiranije«. V odgovor je beloruska vlada oceno označila za "precej daleč od realnosti". Med beloruskimi predsedniškimi volitvami in protesti leta 2020 se je število političnih zapornikov, ki jih priznava Center za človekove pravice Viasna, dramatično povečalo na 1062 vse do 16. februarja 2022. Več ljudi je umrlo, potem ko so uradniki organov pregona med protesti leta 2020 uporabili nezakonite zlorabe sile (vključno s strelnim orožjem). Po mnenju Amnesty International beloruske oblasti niso preiskovale kršitev med protesti, temveč so nadlegovale tiste, ki so izpodbijali njihovo različico dogodkov. Julija 2021 so oblasti sprožile kampanjo proti preostalim nevladnim organizacijam in jih do oktobra odstranile vsaj 270, vključno z vsemi prej registriranimi organizacijami za človekove pravice v državi.  
Vlada Aleksandra Lukašenka je avtoritarna, zaradi česar Belorusijo pogosto označujejo za »zadnjo evropsko diktaturo«. Volitve v državi so nesvobodne in nepoštene, politične nasprotnike se preganja in mediji niso neodvisni, zaradi česar so bile proti Belorusiji in Lukašenku pogosto uvedene različne sankcije. Svet Evrope je Belorusijo leta 1997 izključil iz članstva zaradi nedemokratičnega glasovanja in volilnih nepravilnosti na ustavnem referendumu novembra 1996 ter parlamentarnih nadomestnih volitvah.
Proti številnim beloruskim vladnim uradnikom, odgovornih za politično zatiranje, prisilna izginotja, propagando in volilne goljufije, so Združene države Amerike in Evropska unija uvedle osebne sankcije. 